# M・S・クラムキン
M・S・クラムキン（英: Murray Seymour Klamkin、1921年3月5日 - 2004年8月6日
）は、アメリカ合衆国の数学者。専門的に高度な数学の問題を多数提起したことで知られる。

## 経歴
1921年、ニューヨーク市のブルックリン区に出生した。1942年にクーパー・ユニオンから学士号を取得し、翌年から4年間をアメリカ陸軍に従事して過ごした。1947年にニューヨークポリテクニック大学で修士号を得て、1948年から1957年まで同大学で教師を務めた。
その後、AVCOで働いた。1962年から1964年まではニューヨーク州立大学バッファロー校にて教鞭を執り、1965年から1976年まではフォード・モーターの主任研究員を務めた。この期間にはミネソタ大学の客員教授も兼任した。フォード・モーターを去った後にカナダのウォータールー大学の教授に任命された。1976年から1981年までの間、クラムキンはアルバータ大学の数学科長であった。
数学科長を引退してすぐに、アルバータ大学の名誉教授の称号を与えられた。2004年に没した。

## 数学
クラムキンは専門的な数学の問題を数多く提案し、整理したことで世界的に知られている。 SIAM Review や American Mathematical Monthly 、 Math Horizons 等の雑誌の問題欄の編集者であった。またアメリカ数学オリンピック、国際数学オリンピック、ウィリアム・ローウェル・パトナム数学コンテストなど高度な数学の競技とも関わった。1988年にはアメリカ数学協会より協会最高の功労賞である  Award for Distinguished Service to Mathematics が授与された 。1992年、数学コンテストへの貢献を評価されて全国数学競技世界連盟のダフィット・ヒルベルト賞を受賞した。

## 作品
- Murray S. Klamkin (1961). “On cooking a roast”. SIAM Review 3 (2):  167–169.
- Leon Bankoff; Paul Erdös; Murray S. Klamkin (1973-11). “The asymmetric propeller”. Mathematics Magazine 46 (5):  270–272.
- Murray S. Klamkin, ed (1986). International Mathematical Olympiads, 1978–1985 and Forty Supplementary Problems. Washington, DC: Mathematical Association of America. ISBN 0-88385-631-X.
- Murray S. Klamkin, ed (1987). Mathematical Modelling: Classroom Notes in Applied Mathematics. Philadelphia, PA: Society for Industrial and Applied Mathematics. ISBN 0-89871-204-1.
- Murray S. Klamkin, ed (1988). U.S.A. Mathematical Olympiads, 1972–1986. Washington, DC: Mathematical Association of America.
- Murray S. Klamkin, ed (1990). Problems in Applied Mathematics: Selections from SIAM Review. Philadelphia, PA: Society for Industrial and Applied Mathematics. ISBN 0-89871-259-9
- Edward J. Barbeau; Murray S. Klamkin; William O. J. Moser (1995). Five Hundred Mathematical Challenges. Washington, DC: Mathematical Association of America. ISBN 0-88385-519-4.
- Liu, Andy; Shawyer, Bruce, eds (2008). Problems from Murray Klamkin. Washington: Mathematical Association of America. ISBN 978-0-88385-828-8, Crux Mathematicorum with Mathematical Mayhem に投稿されたクラムキンの問題集。

### 邦訳書籍
- 国際数学オリンピック日本委員会 訳『数学オリンピック問題集 アメリカ編』東京図書、1990年7月。ISBN 4489003331。 NCID BN05022458。NDLJP:13613221。